# La Guerre des gosses
Pour les articles homonymes, voir La Guerre des boutons.
Série La Guerre des boutons
La Guerre des boutons
(1962)
Pour plus de détails, voir Fiche technique et Distribution.
La Guerre des gosses est un film français réalisé par Jacques Daroy, sorti en 1936.
C'est la première adaptation au cinéma du roman La Guerre des Boutons de Louis Pergaud.

## Synopsis
Depuis toujours, deux petits villages du Midi voient leur population enfantine se livrer à une guerre sans fin, alors que l'institutrice et le maire s'aiment.
Ces derniers parviennent à faire signer la paix, mais les adultes réunis au cours d'un banquet de réconciliation n'ont pas la sagesse des enfants.

## Fiche technique
- Titre original : La Guerre des gosses
- Réalisation : Jacques Daroy
- Scénario : Jacques Maury, d'après le roman de Louis Pergaud
- Musique : Wal-Berg
- Photographie : Charles Bauer
- Montage : Jean Decan
- Son : Paul Duvergé
- Production : Georges Legrand[1]
- Sociétés de production[2] : Forrester-Parant Productions
- Budget : n/a
- Pays d'origine :  France
- Langue originale : français
- Format[3] : couleur - 35 mm - 1,37:1 (Format académique) - son Mono
- Genre : comédie dramatique
- Durée : 87 minutes
- Dates de sortie[4] :
  - France : 27 octobre 1936
- Classification :
  - France : tous publics[5]

## Distribution
- Jean Murat : Jean Delcourt
- Claude May : Aline Sorbier
- Saturnin Fabre : Simon
- Raymond Rognoni : le père de Lebrac
- Serge Grave : Lebrac
- Jacques Tavoli : Aztec
- Marcel Mouloudji : la Crique
- André Mouloudji : un gosse
- Véra Pharès : Marie Tintin
- Clairette Fournier : Tavie
- Ginette Marbeauf : un gosse
- Charles Aznavour : un gosse
- Bouzauquet : Gaspard
- Gabriel Farguette : Tigibus
- Lucien Callamand : le père de Gibus
- Gabriel Farguette
- Nicolas Amato : un paysan
- Jean Buquet : un gosse
- Clairette
- Élie Bareste : un gosse
- Charles Galgani : un gosse

## Distinctions
En 1938, La Guerre des gosses a remporté 1 récompense.

### Récompenses
- Conseil national d'examen du cinéma 1938 : Prix NBR du Top films étrangers.

## Autour du film
Le tournage se déroule aux Studios de Saint-Maurice de la Paramount et dans l’arrière pays niçois. Le tournage des extérieurs commence le 3 août 1936, les petits villages de Tourrettes-sur-Loup, de Gourdon et de Saint-Jeannet servent de décors.